# Río Golfito
El río Golfito es un río de Costa Rica que desemboca en la vertiente del Océano Pacífico, específicamente al sureste de la bahía de Golfito, en el Golfo Dulce (cantón de Golfito).
En el siglo XIX, el río revistió importancia al ser parte de la frontera terrestre que Colombia fijó con Costa Rica. Por falta de acuerdo entre ambas naciones para definir la línea fronteriza tras el Fallo Loubet en 1900, el río Golfito sirvió de referencia a Colombia para una línea de statu quo que heredó luego Panamá tras su independencia en 1903, y lo mantuvo como tal hasta la guerra de Coto en 1921. Tras el conflicto, la frontera entre ambos países fue movida más al este, en la península de Burica y fue ratificado definitivamente con el Tratado Echandi-Fernández de 1941.